# Петро-Михайловка (Вольнянский район)
Петро́-Миха́йловка (укр. Петро-Михайлівка) — село,
Петро-Михайловский сельский совет,
Вольнянский район,
Запорожская область,
Украина.
Код КОАТУУ — 2321586801. Население по переписи 2001 года составляло 1500 человек.
Является административным центром Петро-Михайловского сельского совета, в который, кроме того, входят сёла
Грушевка,
Круглик и
Ульяновка.

## Географическое положение
Село Петро-Михайловка находится в 5-и км от левого берега реки Днепр,
на расстоянии в 2 км от села Днепровка.
В 2-х км от основной части села расположена небольшая его часть, которая примыкает к селу Запорожское.
По селу протекает пересыхающий ручей с запрудой.
Рядом проходит автомобильная дорога М-18 (E 105).

## История
- 1877 год — дата основания.

## Экономика
- ОАО «Петромихайловское».

## Объекты социальной сферы
- Школа.
- Детский сад.
- Дом культуры.
- Больница.

## Достопримечательности
- Братская могила советских воинов.